# Andrés Berengueres
Andreu Berengueres (Prats de Lluçanès, Barcelona, 27 de marzo de 1896 - 30 de marzo de 1978)Barcelona,  fue un sacerdote y misionero franciscano español. Franciscano, sacerdote, misionero. 
Vistió el hábito franciscano en la Provincia de Cataluña en 1915, con la intención de ir a las misiones de China. Ordenado sacerdote en 1921 por monseñor Celestino Ibáñez, vicario apostólico de Yenan (China), pudo realizar su ideal misionero al año siguiente. Pasados quince años en China, consiguió permiso para visitar España, pero, debido a la guerra civil española, tuvo que detenerse en Argentina, residiendo en Río Cuarto, que pertenecía a la Custodia de su Provincia. Llegó a España en 1939 con el propósito de dedicarse plenamente a la propaganda misionera, sobre todo dando conferencias en colegios. A punto de expirar su permiso y estando por regresar a las misiones, tuvo que anular el billete de retorno debido a que estalló la guerra entre China y Japón.
El General de la Orden le encomendó entonces que buscara vocaciones y donativos para la fundación de un nuevo Vicariato en China al que sería destinado. Con este fin y dado el favorable ambiente que había conseguido en los colegios con sus conferencias, fundó en 1943 la revista misionera Ling Ling, que se difundió sobre todo en los colegios. Y, para sostener el espíritu misional y la revista, fundó tres años después una institución seglar femenina, erigida como Pía Unión de derecho diocesano en 1958, cuyos miembros se llamarían Auxiliares de las Misiones Franciscanas, que tuvieron su primera casa central en la calle Calaf, 13, de Barcelona. Entre sus actividades estaba una exposición anual de objetos de China y Japón con el fin de recoger fondos para las misiones.